# Liste de personnalités américaines d'origine française

Drapeau des Franco-Américains. Représentant les personnalités américaines d'origine française.

Ceci est une liste d'Américains d'origine française célèbres ou réputés dans leur(s), domaine(s), .
Aux États-Unis, on appelle Franco-Américains (en anglais : French Americans), les citoyens des États-Unis ayant des origines françaises ou francophones plus ou moins récentes. La majorité des familles franco-américaines ne sont pas directement arrivées de France, mais plutôt des anciennes colonies françaises du Nouveau Monde (du XVIIe au XVIIIe siècle), en Amérique du Nord en Nouvelle-France et dans les Caraïbes (dont Haïti), avant de partir plus tard aux États-Unis.
Près de 11,8 millions de résidents américains ont des ascendants français, et près de 1,5 million de ceux-ci parlent le français chez eux. Du fait de leur isolement, de leur mixage avec d'autres cultures, les Franco-Américains ont développé une culture particulière qui reflète plusieurs degrés d'adaptation à leur environnement. Ceci donna naissance aux Franco-Américains comme les Acadiens, les Cadiens, les Créoles de Louisiane et autres.

## Affaires et finances
- Frank Abagnale, Jr. (1948-), fameux imposteur[1], sa mère Paula était Française
- John Vernou Bouvier III (1891-1957), agent de change à Wall Street et père de la première dame des États-Unis Jacqueline Lee Bouvier
- Yvon Chouinard, grimpeur, écologiste et homme d'affaires, d'origine française de Nouvelle-France
- Georges Doriot (1899-1988), un des premiers spécialistes du capital-risque américains
- Walt Disney, descendant de la famille d'Isigny
- Éleuthère Irénée du Pont de Nemours, fondateur de l'empire chimique américain DuPont
- William C. Durant, inventeur de l'industrie automobile américaine, inspirée par les Français. Il est le père de Chevrolet
- Xavier Fourcade, marchand franco-américain
- Stephen Girard (1750-1831), armateur, banquier et philanthrope né à Bordeaux
- Augustus D. Juilliard (1836-1919), homme d'affaires et philanthrope ayant fait construire le conservatoire de danse, de musique et de théâtre à New York qui porte son nom
- Robert LeFevre (1911-1986), homme d'affaires libertarien et personnalité de la radio
- Gérard Louis-Dreyfus (1932-2016), homme d'affaires dont la fortune est estimée à 3,4 milliards $ par le magazine Forbes
- André Meyer (1898-1979), banquier d'investissement à Wall Street[2]
- Pierre Omidyar (1967-), entrepreneur et philanthrope français fondateur d'eBay[3]

## Cuisine
- Anthony Bourdain, auteur américain et le chef exécutif de la brasserie Les Halles
- Emeril Lagasse, chef, restaurateur, et auteur de livres de cuisine
- Paul Prudhomme, chef

## Divertissement

### Cinéma
- Yael Grobglas (1984-), actrice. Père d’origine française
- Alexis Arquette, actrice
- David Arquette, acteur
- Lewis Arquette, acteur, écrivain et producteur
- Patricia Arquette, actrice américaine, fille de Lewis Arquette, détentrice d'un Emmy Award et sélectionnée au Golden Globe Award.
- Rosanna Arquette, actrice
- René Auberjonois, (1940-2019), acteur dans Star Trek, d'origine maternelle française et paternelle suisse
- Tina Aumont, actrice française née en Californie
- Lucille Ball (1911–1989), actrice, productrice et réalisatrice américaine[4]
- Adrienne Barbeau (1945-), actrice de série B durant les années 1980[5]
- Jean-Marc Barr, acteur et réalisateur franco-américain
- Jessica Biel, actrice
- Julie Bowen, (1970-), actrice
- Marlon Brando, acteur
- Thane Camus, acteur et personnalité télévisuelle, connu au Japon
- Leslie Caron, (1931-), actrice et danseuse[6]
- Jim Carrey, (1962-), acteur
- Lacey Chabert (1982-), actrice américaine (Cajun), . Elle était en couverture de Maxim en janvier 2007.
- Timothée Chalamet, acteur franco-américain.
- Lon Chaney, acteur de films muets
- Lon Chaney Jr., acteur et fils de Lon Chaney, Sr.
- David Charvet, acteur et chanteur français, mari de Brooke Burke
- Jessica Chastain, actrice
- Lilyan Chauvin, actrice française
- Robert Clary (1926-), acteur, auteur[7]
- Claudette Colbert, actrice
- Eddie Constantine, acteur et chanteur américain
- Bud Cort, (1948-), acteur[8]
- Joan Crawford, (1904-1977), actrice
- Lili Damita, actrice française
- Diane Delano (1957-), une des nombreuses descendantes de Philippe de La Noye (1602-1681),
- Julie Delpy (1969-), actrice[9]
- Robert De Niro (1943-), acteur. Sa mère a entre autres des origines françaises
- Johnny Depp (1963-), acteur ayant des ancêtres huguenots
- Lily-Rose Depp (1999-), actrice franco-américaine
- Caleb Deschanel, chef-opérateur de cinéma américain
- Emily Deschanel, actrice et fille du chef-opérateur Caleb Deschanel
- Zooey Deschanel, actrice et fille du chef-opérateur Caleb Deschanel
- Arielle Dombasle (1958-), actrice et chanteuse[10]
- Brad Dourif, acteur dont les grands parents paternels ont émigré de France.
- Josh Duhamel, acteur
- Erica Durance (1978-), actrice canado-française connue pour son rôle de Lois Lane dans Smallville.
- James Duval, acteur
- Clea DuVall, actrice
- Shannon Elizabeth (1973-), actrice jouant dans American Pie 2.
- Mireille Enos, actrice de mère française[11].
- Shelley Fabares (1944-), actrice et chanteuse
- Nanette Fabray, détentrice d'un Emmy et Tony Award
- Elle Fanning (1998-), actrice ayant entre autres des ancêtres français
- Lindsey Morgan, actrice ayant des ancêtres français
- Megan Fox, actrice aux origines française, irlandaise et amérindienne
- Robert Goulet (1933-2007), acteur et chanteur[12]
- Adrian Grenier, acteur
- Teri Hatcher, actrice
- Anne Hathaway (1982-), actrice
- Angelina Jolie (1975-), actrice[13],[14]
- Victoria Justice (1993-), actrice de descendance française et portoricaine
- Shia LaBeouf, acteur
- Christophe Lambert (1957-), acteur[15]
- Dorothy Lamour (1914 – 1996), actrice
- John Larroquette, détentrice d'un Emmy Award
- Taylor Lautner (1992-), acteur ayant des ancêtres français[16]
- Eva Le Gallienne, actrice
- Christian LeBlanc (1958- ), acteur, détenteur de deux Emmy Award
- Matt LeBlanc (1967- ), acteur connu pour le rôle de Joey Tribbiani dans Friends.
- Julia Louis-Dreyfus (1961-), actrice
- Natasha Lyonne, actrice
- Mike Marshall, acteur, fils de William Marshall et demi-frère de Tonie Marshall
- Tonie Marshall, actrice, fils de William Marshall et demi-sœur de Mike Marshall
- Rose McGowan, actrice
- Danica McKellar Actrice. Elle a des ancêtres irlandais, français, portugais et écossaise.
- Christopher Meloni (1961-), acteur[17]
- Tamara Mello, actrice
- Adolphe Menjou (1890-1963), acteur
- Violet Mersereau, actrice de film muet
- Liza Minnelli (1946-), actrice
- Ryan Phillippe (1972- ), acteur ancêtres d'origine française
- Norman Reedus (1969-), acteur ayant des origines françaises et italiennes du côté maternelle
- Mickey Rourke (1952-), acteur, descendant français[18]
- Brandon Routh, acteur
- Kiele Sanchez (1977-), actrice[19]
- Reni Santoni, acteur
- Leelee Sobieski (1983-), actrice[20]
- Ian Somerhalder (1978-), acteur américain de Louisiane ayant des ascendants français, anglais, irlandais, et choctaw.
- Shannyn Sossamon (1978- ), né à Honolulu, à Hawaï elle a des ancêtres français, hawaïens, hollandais, anglais, irlandais, philippins et allemands
- Sylvester Stallone (1946-), acteur. Sa grand-mère est d'origine française. (Jeanne Clerec né à Brest en 1901)[21]
- Oliver Stone (1946-), réalisateur, scénariste et producteur de cinéma américain, né d'une mère française
- Ben Turpin, comédien de film muet
- Michael Vartan, acteur
- Emmanuelle Vaugier (1976- ), actrice connue pour son rôle du Dr. Helen Bryce dans Smallville.
- Milo Ventimiglia (1977-), acteur connu pour son rôle de Peter Petrelli dans Heroes
- Robin Williams (1951-2014), acteur, né d'une mère d'origine française.
- Finn Wolfhard (2002-), Acteur canadien, notamment connu pour son rôle de Mike Wheeler dans la série Stranger Things. Ses parents sont d'origines allemande et française.
- Damien Chazelle, réalisateur franco-américain, des films Whiplash et La La Land

### Musique
- Phil Anselmo, chanteur de heavy metal
- Beyoncé (1981-), chanteuse R&B et actrice, d'origine de Nouvelle-France (Acadie), par sa mère descendante de Joseph Brossard
- Michelle Branch (1981-), chanteuse
- Wellman Braud, joueur de basse
- JC Chasez, chanteur
- Joe Dassin (1938-1980), chanteur français
- Lady Gaga, chanteuse ayant des origines franco-canadiennes
- Gavin DeGraw (1977-), chanteur américain d'origine française
- JoJo (1990-), chanteuse et actrice pop et R&B
- Scott Joplin, inventeur du ragtime
- Nick Lachey, chanteur
- Ray LaMontagne, musicien
- Amel Larrieux (1973-), chanteur R&B et soul
- Paz Lenchantin,
- J.B. Lenoir, guitariste des Chicago blues
- Madonna (1958-), chanteuse
- Pierre Monteux (1875-1964), chef d'orchestre
- Dave Mustaine, chanteur et guitariste de Megadeth
- Madeleine Peyroux, chanteur de jazz et guitariste
- Lily Pons (1898-1976), soprano[22]
- Zachary Richard, auteur-compositeur-interprète francophone de la Louisiane
- Izzy Stradlin, rockeur
- Edgard Varèse, compositeur français
- Clarence White, musicien du groupe rock The Byrds
- Cher, chanteuse, actrice, productrice

### Mode
- Brooke Burke (1971-), mannequin et personnalité télévisuelle. De descendants français, irlandais, juif, et portugais
- Leah Dizon, mannequin et chanteuse
- Margaret Denise Quigley (1979- ), actrice et ex-mannequin, connue pour ses rôles dans Mission impossible 3 et Balls of Fury
- Miranda Kerr, top-model ayant des origines françaises, anglaises et écossaises

### Photo
- Sean Flynn, photographe mort au Cambodge, fils de l'actrice Lili Damita
- John Beasley Greene (1832-1856), photographe
- Francis Bruguière, (1879-1945), photographe
- David LaChapelle (1963-), photographe d'œuvres modernes et réalisateur

### Télévision
- Ellen DeGeneres, présentatrice

### Autres
- Tom Bergeron, sélectionné aux Emmy Award
- Anthony Bourdain, auteur américain et chef exécutif de la brasserie Les Halles à New York[23].
- Louise Bourgeois (1911-2010), artiste expressionniste, née à Paris, mariée à un Américain
- Claire-Marie Brisson, chercheuse et professeure américaine en francophonie
- Davy Crockett, soldat, trappeur, homme politique
- Marianne Gravatte, Playboy playmate
- Calamity Jane, gangster
- Gaston Lachaise (1882-1935), sculpteur
- Étienne Provost, traiteur de fourrures
- René Ricard, artiste, poète et philosophe
- Cyril Takayama, illusionniste américain d'origine japonaise et française
- Patrick Tatopoulos, décorateur franco-américain
- Garry Trudeau, cartooniste, connu pour la BD comique Doonesbury

## Exploration
- Étienne de Veniard, sieur de Bourgmont (1679-1734), explorateur français ayant fait la première carte du Missouri et de la rivière Platte.
- Jean-Baptiste Charbonneau né durant l'expédition Lewis et Clark, son portrait se trouve sur les pièces de 1 USD.
- Toussaint Charbonneau membre de l’expédition Lewis et Clark
- François Chouteau (1797-1838), premier colon blanc de Kansas City dans le Missouri.
- René-Auguste Chouteau (1749-1829), commerçant avec les amérindiens et très influent durant les débuts de Saint-Louis. Fondateur de Saint-Louis.
- George Drouillard traducteur durant l'expédition Lewis et Clark
- Georges Doriot (1899-1987), un des premiers capitalistes du capital-risque. Aussi général de brigade pendant la Seconde Guerre mondiale.
- Jean Lafitte (1780?-1826?), pirate dans le golfe du Mexique[6]
- Alexander McGillivray (1750-1793), chef des Creek[24]
- Jean Baptiste Pointe du Sable (1745-1818), premier colon permanent à Chicago dans l'Illinois.
- Paul Revere (1734/1735-1818), orfèvre franco-américain, patriote de la révolution américaine[25]

## Littérature
- Annis Boudinot Stockton (1736-1801), poètesse
- Stephen Vincent Benét (1898-1943), un auteur, un poète, un nouvelliste et un romancier américain[6]
- Kate Chopin (1851-1904), écrivaine américaine[26]
- Ève Curie, auteure et écrivain, mariée à un américain et travaillant avec l'UNICEF
- Will Durant (1885-1981), philosophe, historien, et écrivain[27]
- Jack Kerouac (1922-1969), romancier, poète, artiste[28]
- Sidney Lanier (1842-1881), musicien et poète[6],[29]
- Grace Metalious (1924-1964), romancière américaine, née à Manchester (New Hampshire),
- Anaïs Nin (1903-1977)[30],
- Chuck Palahniuk romancier satirique et journaliste indépendant, auteur de Fight Club.
- Pierre Samuel du Pont de Nemours (1739-1817), écrivain, économiste, homme d'État[31],[6]
- Annie Proulx, journaliste et auteur
- André Schiffrin, éditeur
- Paul Theroux, écrivain et romancier
- Henry David Thoreau (1817-1862), auteur, naturaliste, pacifiste, philosophe connu pour Walden, La Désobéissance civile, et d'autres article et essais[6],[32]
- Gerald Vizenor (1934-), poète, romancier. Vizenor est connu pour être un écrivain Anishinaabe, il a écrit sur ses ancêtres français dans des textes tel que Wordarrows (le narrateur est, "Clement Beaulieu", le nom de son oncle)[33],[34],
- Laura Ingalls Wilder (1867-1957), une des nombreuses descendantes de Philippe de La Noye (1602-1681),
- Marguerite Yourcenar, auteur et première femme à être admise à l'Académie française, en 1980

## Législation et politique

### Gouverneurs, maires et présidents
- Prudent Beaudry, maire de Los Angeles
- Kathleen Blanco, gouverneur de Louisiane[35]
- Elias Boudinot (1740-1821), Président du Congrès continental de 1782 à 1783 et ministre de G. Washington
- Guillaume-Eric Chauvenet, soldat napoléonien devenu gouverneur, fondateur de la société Skull and Bones
- Charles de La Croix de Castries, rédacteur de la carta magna américaine, participe au siège de Yorktown
- William Pope Duval (1784-1854), premier gouverneur de Floride
- Edwin Edwards (1927- ), gouverneur de Louisiane pendant quatre mandats
- Paul LePage (1948- ), gouverneur du Maine
- Earl Long (1895-1960), trois fois gouverneur de Louisiane
- Huey Long (1893-1935), gouverneur de Louisiane et Sénateur
- Henry S. Thibodaux (1769-1827), gouverneur de Louisiane, beau-père d'Alexander Hamilton
- Jacques Villeré (1761-1830), second gouverneur de Louisiane
- George Washington (1732-1799), descendant d'un huguenot originaire de l'Ile de Ré : Nicolas Martiau

### Membres du Congrès et sénateurs
- Charles Joseph Bonaparte-Patterson, inventeur du FBI, homme politique, petit-neveu de l'Empereur Napoléon Ier, Altesse Impériale de France
- Elias Boudinot (1740-1821), homme d'État américain[36]
- Hillary Rodham Clinton (1947-), sénatrice de New York[37]
- Tom DeLay (1947-), représentant du Texas à la Chambre des représentants des États-Unis[38]
- Mike Gravel (1930-), ancien sénateur de l'Alaska et candidat aux élections présidentielles de 2008 du Parti démocrate[39]
- Robert M. La Follette (1855-1925), homme politique qui fut le 20e gouverneur du Wisconsin de 1901 à 1906, et sénateur du Wisconsin de 1905 à 1925[6],[40]
- Bernard de Marigny, sénateur de Louisiane
- John Sevier (1745-1815), ayant servi 4 ans comme seul gouverneur de l'État de Franklin et 12 ans tant que gouverneur du Tennessee[41]

### Autres
- James Carville, animateur de télévision et un commentateur politique américain[42]
- Eugene Debs
- Pierre Charles L'Enfant, architecte[43]
- John C. Frémont, officier militaire, explorateur
- Alexander Hamilton (1755-1804), Père fondateur américain, officier militaire, homme de loi, homme politique, financier, et théoricien politique
- Alice Heine, princesse de Monaco née en Amérique
- Jacqueline Kennedy-Onassis (1929-1994), ancienne première dame des États-Unis[6],[44]
- Caroline Kennedy (1957-), fille de Jacqueline Kennedy-Onassis et John F. Kennedy
- John Fitzgerald Kennedy Jr. (1960-1999), fils de Jacqueline Kennedy Onassis et John F. Kennedy
- Lyndon LaRouche, figure politique
- Alexander McGillivray, chef des Indiens Creek[45]
- Hope Portocarrero (1929-1991), ancienne première dame du Nicaragua
- Julien Poydras de Lalande (1740-1824), homme politique franco-américain
- Joel Roberts Poinsett, physicien, botaniste
- Pierre Salinger, secrétaire de presse[46]
- Pierre Soulé, homme politique et diplomate du milieu du XIXe, connu pour avoir écrit l'Ostend Manifesto en 1854 pour tenter d'annexer Cuba aux États-Unis
- David Vitter, homme politique

## Militaire
- Pierre Gustave Toutant de Beauregard, général confédéré durant la guerre de Sécession, écrivain, et inventeur.
- Claire Lee Chennault, ancien aviateur de la seconde guerre mondiale
- Stephen Decatur (1779-1820), officier de la marine notable pour son héroïsme pour son action à Tripoli en Libye durant la Guerre de Tripoli et la guerre de 1812[6]
- René Gagnon (1925-1979), un des Marines immortalisé par la fameuse photo (par Joe Rosenthal), d'un levé de drapeau sur Iwo Jima durant la seconde guerre mondiale[47]
- Jean Joseph Amable Humbert, militaire qui s'est installé à La Nouvelle-Orléans en Nouvelle-France en 1808
- Curtis Lemay (1906-1990), Général, ancien patron du Strategic Air Command de 1948 à 1957
- Gilbert du Motier, Marquis de La Fayette (1757-1834), aristocrate, considéré comme un héros national en France et aux États-Unis pour sa participation aux révolutions française et américaine pour laquelle il devint un citoyen d'honneur des États-Unis[6]
- Eugene Roe, médecin durant la seconde guerre mondiale dans la fameuse Easy Company
- Philippe Régis Denis de Keredern de Trobriand, est né à Sainte-Radegonde-en-Touraine le 4 juin 1816. Il est avec Lafayette le seul français à avoir été général dans l'armée américaine (Major général confirmé par le sénat en 1867)

## Religion
̈* Léon XIV (1955-), né Robert Francis Prevost
- Joseph Crétin, évêque missionnaire de Saint-Paul-du-Minnesota
- Anton Docher, missionnaire à Isleta Pueblo, New Mexico pendant 34 ans[48]
- Claude Marie Dubuis, deuxième évêque catholique du Texas
- Mathias Loras (1792-1858), premier évêque missionnaire de Dubuque, État de l'Iowa

## Science
- John James Audubon (1785-1851), ornithologue, naturaliste, et peintre[49]
- Daniel Moreau Barringer, géologue
- René Dubos (1901-1982), microbiologiste, environnementaliste, humaniste, et gagnant du Prix Pulitzer[50],[6]
- William Chauvenet, inventeur du test de Chauvenet
- Charles Elachi, Directeur du Jet Propulsion Laboratory (NASA),
- Pierre Charles L'Enfant (1754-1825), architecte[51]
- William B. Lenoir, ancien spationaute de la NASA
- Bill Nye, ingénieur mécanique
- Robert Redfield (1897-1952), anthropologue, un des nombreux descendants de Philippe de La Noye (1602-1681),
- Antoine Saugrain (1763-1820), connu aux USA comme le premier scientifique de la Vallée du Mississippi.
- Russell (dit Rusty) Schweickart (né en 1935), astronaute. Il s'est rendu à plusieurs reprises et a été fait citoyen d'honneur du village de Lembach (Bas-Rhin) dans lequel vivaient ses grands-parents avant d'émigrer aux États-Unis.
- Alan Shepard (1923-1998), astronaute, un des nombreux descendants de Philippe de La Noye (1602-1681),
- Vincent du Vigneaud, biochimiste et détenteur du prix Nobel

## Sport

### Baseball
- Lou Boudreau, joueur de baseball
- Leo Durocher, ancien directeur des Yankees de New York
- Mike Fontenot (1980- ), étant allé à l'université d'État de Louisiane et avant-champ en Ligue majeure de baseball
- Jeff Francoeur, joueur de baseball
- Chad Gaudin, joueur de baseball
- Tom Glavine, joueur de baseball
- Nap Lajoie, joueur de baseball
- Charlie Lea, ancien lanceur
- John Maine, actuel lanceur des Mets de New York
- Andy Pettitte, lanceur gaucher de la Ligue majeure de baseball
- Ryan Theriot, deuxième but au baseball

### Basketball
- Paul Arizin, ancien joueur américain de basket-ball, nommé parmi les meilleurs joueurs du cinquantenaire de la NBA
- Bob Cousy, ancien joueur américain de la NBA, nommé parmi les meilleurs joueurs du cinquantenaire de la NBA
- Pat Durham, ancien joueur de basketball
- Joakim Noah, joueur de basket-ball de nationalité française, américaine et suédoise jouant chez les Knicks de New York.
- Tony Parker, joueur de basket chez les Spurs de San Antonio, de père afro américain et de mère néerlandaise. Il est né en Belgique mais est de nationalité française.

### Catch
- Triple H (1969- ), catcheur[52]
- Maryse (1983- ), catcheuse

### Football
- Brian Maisonneuve (1973- ), ancien joueur
- Bertram Patenaude (1909-1974), premier joueur à faire un hat-trick en Coupe du monde de la FIFA
- David Régis (1968- ), ancien défenseur[53]

### Football américain
- Jake Delhomme, quarterback en NFL[54]
- Brett Favre, quarterback en NFL
- Gus Frerotte, quarterback en NFL
- Mark Gastineau, ancien des Jets de New York
- Red Grange
- Tom Landry, entraîneur des Cowboys de Dallas

### Hockey sur glace
- Keith Aucoin
- Bryan Berard
- Francis Bouillon
- Guy Hebert, ancien gardien des Mighty Ducks d'Anaheim
- Scott Lachance
- Peter Laviolette
- John Leclair
- Éric Lemarque
- Paul Martin, joueur de hockey
- Brian Pothier
- Philippe Sauvé, ancien gardien des Bruins de Boston

### Nascar
- Greg Biffle, conducteur nascar
- Bobby Labonte, conducteur nascar et frère de Terry Labonte
- Terry Labonte, conducteur nascar et frère de Bobby Labonte

### Tennis
- Jim Courier
- Pat Dupré
- Billy Lenoir

### Autres
- David Duval, golfeur professionnel et ancien no 1 mondial
- Jason Lamy-Chappuis, champion olympique de combiné nordique en 2010 à Vancouver, né d'un père français et d'une mère américaine.
- Greg LeMond, 3 fois vainqueur du Tour de France
- Francis Ouimet, golfeur
- Mary Pierce, joueuse de tennis
- Dustin Poirier, combattant de MMA